# Palacio de Bellas Artes (Medellín)
El Palacio de Bellas Artes es un edificio de estilo art déco ubicado en el centro de la ciudad de Medellín, en el noroccidente de Colombia. Fue diseñado en 1925 por el arquitecto Nel Rodríguez. Su planta octogonal va girando sobre los lados para conformar el auditorio. Fue declarado Monumento Nacional en 1996. Es sede de la Sociedad de Mejoras Públicas, fundada en 1899 por el futuro presidente Carlos E. Restrepo.
El palacio posee talleres para la enseñanza de las bellas artes. En el interior del edificio, en la sala Beethoven, se encuentra el busto del maestro Oreste Síndici, autor de la música del Himno nacional de Colombia, y en el hall un mural del maestro Ramón Vásquez quien fue maestro y es un célebre pintor antioqueño, cuya obra está entre otros sitio en Venezuela, el congreso nacional de Colombia, museo mexicano, etc.

## Universidad
En la edificación funciona el centro universitario para los programas de Diseño Visual, Música y Artes Plásticas. Esta entidad ha sido tradicional en la formación de grandes maestros del arte, nacionales e internacionales.